# Джин Смарт
Джи́н Елі́забет Смарт (англ. Jean Elizabeth Smart; нар. 13 вересня 1951, Сіетл, Вашингтон) — американська акторка, п'ятиразова лауреатка премії «Еммі». Відома комедійними ролями. Починала кар'єру в провінційному театрі на північному заході США. У 1981 році з'явилася на Бродвеї в ролі Марлен Дітріх у біографічній п'єсі «Піаф». Пізніше отримала головну роль Шарлін Фрейзер Стілфілд у серіалі CBS «Створення жінки», в якому знімалася протягом 1986—1991 років. Визнання критики здобула за роль Марти Логан у телесеріалі «24».

## Життєпис

### Молоді роки

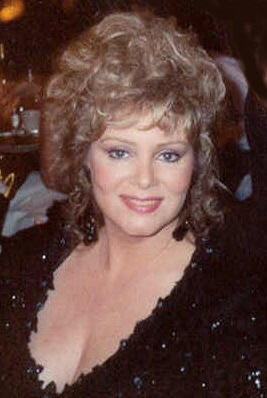
Джин Смарт на 41 церемонії «Еммі»

Джин Смарт народилася і виросла в столиці американського штату Вашингтон місті Сіетлі в учительській родині Кетлін Мері «Кей» (Сандерс) і Дуґласа Александра Смарта другою з чотирьох дітей. В 13 років віці у неї діагностували цукровий діабет 1-го типу.
В 1969 році Смарт закінчила Баллардську середню школу в Сіетлі. Ще навчаючись у школі, зацікавилася акторською майстерністю, брала участь у шкільних драматичних виставах.
Здобула ступінь бакалавра образотворчих мистецтв (BFA) Вашингтонського університету, навчаючись за програмою професійної підготовки акторів.

### Початок кар'єри
Після завершення навчання в коледжі Джин Смарт розпочала свою кар'єру, виступаючи в регіональних театрах Тихоокеанського північного заходу у штатах Вашингтон, Аляска та Орегон. Виступає з трупою Репертуарного театру Сіетла, а також з театром Орегонський шекспірівський Фестиваль міста Ешленд (штат Орегон).
У середині 1970-х разом із подругою — колегою та акторкою Елізабет Вінґейт переїздить до Нью-Йорка та починає працювати в невеликих театрах Офф-Бродвею. Також бере участь в інших професійних місцевих виставах.
У 1980 році Джин Смарт зіграла роль Леді Макбет у Громадському театрі Пітсбурга разом з Томом Аткінсом в ролі Макбета та Кітом Фаулером в ролі Макдуфа. У 1981 році Смарт номінована на премію Драма Деск за виступ у п'єсі «Минулого літа в бухті Блуфіш» (Last Summer at Bluefish Cove). У лютому 1981 року Смарт зіграла у бродвейській постановці «Піаф» у ролі Марлен Дітріх, яку вона пізніше повторить для телевізійної версії 1984 року.
Протягом 1970-х — на початку 1980-х років Джин Смарт починає з'являтись на телебаченні в невеликих ролях у телефільмах, зокрема, «Факти з життя», «Еліс» і «Ремінгтон Стіл». За словами акторки, після ролей у мінісеріалах «Тільки вчителі» та «Реджі» 1983 року «кастинг-директори вирішили, що я просто смішна. Коли так трапляється, на вас „вішають ярлик“. Однак мені пощастило». Наступного року вона зіграла в трилері «Спалах» (1984).

### 1985—1999: телефільм «Створення жінки»
У 1985 році Джин Смарт була обрана на головну роль Шарлін Фрейзер Стілфілд у комедійному серіалі «Створення жінки», в якому вона знімалася з 1986 по 1991 рік. Ця роль стала першою помітною роботою в фільмографії акторки. Знявшись в 5 сезонах серіалу «Створення жінки», завершила цей проєкт, після чого зосередилась на телевізійних фільмах, іноді знімаючись в другорядних ролях в кіно.
Переконливо зобразила серійну вбивцю Ейлін Ворнос у телефільмі «Масове вбивство: Історія Ейлін Ворнос». Критик Роджер Еберт високо оцінив фільм та назвав втілення персонажки Смарт «обачливим».
У 1994 році зіграла роль Орі Бакстер в телевізійній версії «Їрлінга». У 1995 році Смарт знялася в мінісеріалі «Скарлетт» і фільмі «Сімейка Брейді». У 1998 році вона з'явилася в ситкомі «Стиль і речовина». Її інші ролі в 1990-ті включають фільми «Надмірний вплив», «Дивна парочка II» і «Ґвіневера».

### 1999—2001: ролі на телебаченні та успіх у критики
У 2000 році Джин Смарт отримала роль Лорни Лінлі в ситкомі «Фрейзер», за яку двічі була нагороджена премією «Еммі» в номінації «Видатна жіноча роль в комедійному серіалі». У 2001 році Смарт була номінована на премію «Тоні» за комедію «Людина, яка прийшла до обіду». Далі вона знялася в ролі Стелли Перрі у фільмі «Стильна штучка», Кейт Сандерсон в «Будинку догори дном» і Керол в «Країні садів». Також вона озвучила мультфільм «Облонги» і з'явилася в серіалі «Район» в ролі керівниці детективного відділу поліційного департаменту.
З 2002 по 2007 рік Смарт озвучувала Енн в мультсеріалі «Кім Всеможу», а у 2004 році зіграла головну роль в ситкомі «Центр всесвіту». У січні 2006 року приєдналася до акторського складу серіалу «24 години», зігравши Першу леді США Марту Логан, дружину вигаданого президента Чарльза Логана. Її робота була високо оцінена критикою, і у 2006 і 2007 роках вона була номінована на премію «Еммі» в категорії «Найкраща акторка другого плану в драматичному серіалі» і «Видатна акторка в драматичному серіалі».
У 2008 році Смарт отримала нагороду «Еммі» в номінації «Найкраща актриса другого плану в комедійному серіалі» за роль Реджини Ньюл в серіалі «Хто така Саманта?», в якому вона знімалася з 2007 по 2009 рік.
З 2010 року Смарт грає роль губернатора штату Гаваї в серіалі «Гаваї 5.0».

### 2012— до сьогодні: «Фарґо» та інші проєкти

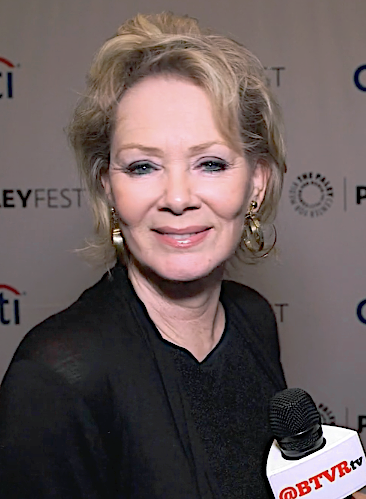
Джин Смарт у 2015 р., Нью-Йорк

У 2012 році Смарт була номінована на премію «Еммі» в номінації «Найкраща запрошена акторка в драматичному серіалі» за роль у серіалі «Закон Гарроу». Потім виконала роль другого плану у телестрічці «Клич мене божевільним» (2013).
У 2015 році Смарт знялася у другому сезоні телесеріалу каналу FX «Фарґо», в ролі Флойд Герхардт, дружини ватажка найвідомішого кримінального синдикату Фарґо. Після інсульту, що паралізував чоловіка, Флойд бере на себе управління мафією та згодом, не без боротьби за владу з власними синами, очолює клан Герхардтів. За свою роботу акторка отримала телевізійну нагороду премії Вибір телевізійних критиків за найкращу жіночу роль другого плану у фільмі / мінісеріалі та номінацію основної (вечірньої) премії «Еммі» за найкращу жіночу роль другого плану мінісеріалі чи фільмі.
У 2016 році Дмин Смарт отримала роль у трилері «Аудитор», зігравши з Беном Аффлеком, Анною Кендрік та Джоном Літгоу. У 2018 році знялася в стрічці «Життя як воно є» з Оскаром Айзеком та Олівією Вайльд.
У 2019 році Смарт перевтілилась у персонажку коміксів Лорел Юспечик у телесеріалі HBO «Вартові».

## Особисте життя

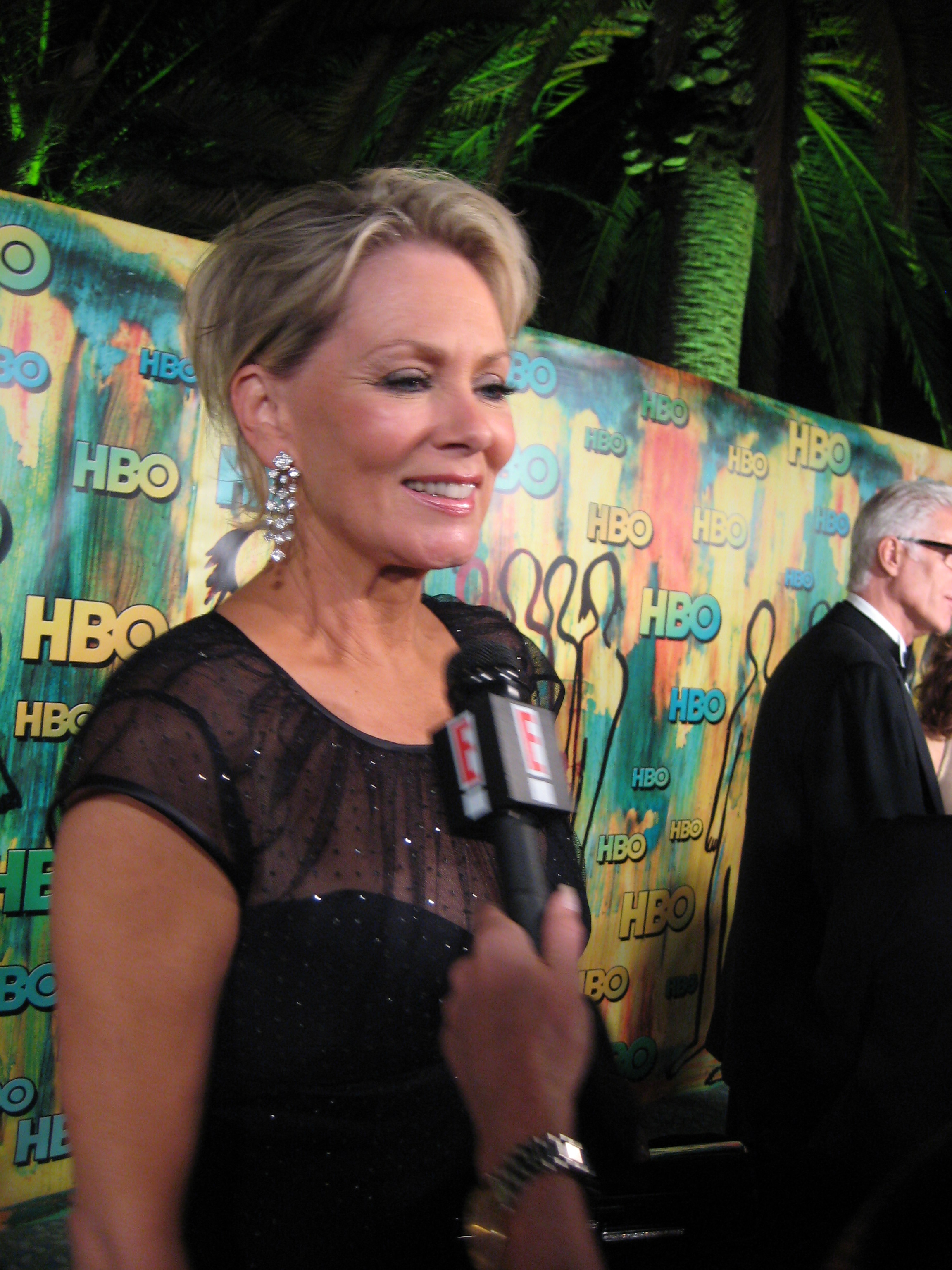
Джин Смарт на церемонії нагородження премії «Еммі», 21 вересня 2008 року

Джин Смарт одружена з актором Річардом Джиллілендом, з яким познайомилася під час зйомок серіалу. У пари є власний син Коннор Дуґлас (народився у 1989 р.) і прийомна дочка Бонні Кетлін, яку пара удочерила 2009 року в Китаї.

## Обрана фільмографія
| Рік       |    | Українська назва                  | Оригінальна назва                                       | Роль                            |
| --------- | -- | --------------------------------- | ------------------------------------------------------- | ------------------------------- |
| 1984      | тф | Піаф                              | Piaf                                                    | Марлен Дітріх                   |
| 1984      | ф  | Спалах                            | Flashpoint                                              | Доріс                           |
| 1984      | ф  | Протокол                          | Protocol                                                | Елла                            |
| 1986      | ф  | Клин клином                       | Fire with Fire                                          | сестра Мірі                     |
| 1986—1991 | с  | Створення жінки                   | Designing Women                                         | Чарлін Олівія Фрейзер Стіллфілд |
| 1992      | ф  | Коханка                           | Mistress                                                | Патриція Райлі                  |
| 1993      | ф  | Шлях додому: Наймовірна мандрівка | Homeward Bound: The Incredible Journey                  | Кейт                            |
| 1993      | мс | Бетмен                            | Batman: The Animated Series                             | Гелен Вентрікс                  |
| 1994      | с  | Скарлетт                          | Scarlett                                                | Саллі Брютон                    |
| 1995      | ф  | Сімейка Брейді                    | The Brady Bunch Movie                                   | Діна Діттмаєр                   |
| 2000      | ф  | Малюк                             | The Kid                                                 | Дейдра Лефевр                   |
| 2000–2001 | с  | Фрейзер                           | Frasier                                                 | Лана Гарднер / Лорна Лінлі      |
| 2001      | мс | Облонги                           | The Oblongs                                             | Піклс Облонг                    |
| 2002      | ф  | Стильна штучка                    | Sweet Home Alabama                                      | Стелла Кей Перрі                |
| 2002–2007 | мс | Кім Всеможу                       | Kim Possible                                            | доктор Енн Всеможу              |
| 2003      | ф  | Дім шкереберть                    | Bringing Down the House                                 | Кейт Сандерсон                  |
| 2003      | тф | Інстинкт вбивці                   | Killer Instinct: From the Files of Agent Candice DeLong | Кендіс Делонг                   |
| 2004      | ф  | Країна садів                      | Garden State                                            | Керол                           |
| 2006–2007 | с  | 24                                | 24                                                      | Марта Логан                     |
| 2007–2009 | с  | Хто така Саманта?                 | Samantha Who?                                           | Реджина Ньюлі                   |
| 2009      | ф  | Бунтівне юнацтво                  | Youth in Revolt                                         | Естель Твісп                    |
| 2010      | ф  | Все на краще                      | Barry Munday                                            | Керол Мандей                    |
| 2010–2011 | с  | Гаваї 5.0                         | Hawaii Five-0                                           | губернаторка Пет Джеймсон       |
| 2012      | ф  | Весняні надії                     | Hope Springs                                            | Ейлін                           |
| 2015      | с  | Фарґо                             | Fargo                                                   | Флойд Герхардт                  |
| 2016      | ф  | Аудитор                           | The Accountant                                          | Рита Блекберн                   |
| 2017–2019 | с  | Легіон                            | Legion                                                  | Мелані Бьорд                    |
| 2018–2019 | с  | Брудний Джон                      | Dirty John                                              | Арлан Гарт                      |
| 2019      | с  | Вартові                           | Watchmen                                                | Лорі Блейк                      |
| 2019      | м  | Суперінтелект                     | Superintelligence                                       | президент Монаган               |
| 2021      | с  | Мейр з Істтауна                   | Mare of Easttown                                        | Гелен Шіен                      |
| 2022      | ф  | Вавилон                           | Babylon                                                 | Елінор Сент-Джон                |
| 2021-2024 | c  | Хитрощі                           | Hacks                                                   | Дебора Венс (головна роль)      |

## Театральні ролі
| Рік       | Вистава                       | Роль              | Примітки |
| --------- | ----------------------------- | ----------------- | -------- |
| 1976      | Генрі VI, Частина 2           | Королева Маргарет |          |
| 1976      | Багато галасу з нічого        | Beatrice          |          |
| 1977      | Генрі VI, Частина 3           | Леді Елізабет     |          |
| 1980–1981 | Last Summer at Bluefish Cove  | Ліл               |          |
| 1981      | Піаф                          | Марлен            |          |
| 1985      | Дивний сніг                   | Марта             |          |
| 1987      | Енріко VI                     | Донна Матильда    |          |
| 1988      | Три сестри                    | Наташа            |          |
| 1992      | Кінець світу                  | Різні             |          |
| 1996      | Fit to Be Tied                | Несса             |          |
| 2000      | Чоловік, який прийшов на обід | Лоррейн Шелдон    | [ 6 ]    |
| 2005      | Віяло леді Віндермір          | Місіс Ерлін       |          |

## Нагороди та номінації
| Нагорода       | Рік  | Категорія                                                     | Робота            | Результат |
| -------------- | ---- | ------------------------------------------------------------- | ----------------- | --------- |
| Золотий глобус | 2022 | Найкраща жіноча роль телесеріалу — комедія або мюзикл         | Хитрощі           | Перемога  |
| Золотий глобус | 2023 | Найкраща жіноча роль телесеріалу — комедія або мюзикл         | Хитрощі           | Номінація |
| Еммі           | 2000 | Найкраща запрошена акторка комедійного телесеріалу            | Фрейзер           | Перемога  |
| Еммі           | 2001 | Найкраща запрошена акторка комедійного телесеріалу            | Фрейзер           | Перемога  |
| Еммі           | 2001 | Найкраща запрошена акторка драматичного телесеріалу           | Район             | Номінація |
| Еммі           | 2006 | Найкраща жіноча роль другого плану драматичного телесеріалу   | 24                | Номінація |
| Еммі           | 2007 | Найкраща запрошена акторка драматичного телесеріалу           | 24                | Номінація |
| Еммі           | 2008 | Найкраща жіноча роль другого плану комедійного телесеріалу    | Хто така Саманта? | Перемога  |
| Еммі           | 2012 | Найкраща запрошена акторка драматичного телесеріалу           | Закон Херрі       | Номінація |
| Еммі           | 2016 | Найкраща жіноча роль другого плану мінісеріалу або телефільму | Фарґо             | Номінація |
| Еммі           | 2020 | Найкраща жіноча роль другого плану мінісеріалу або телефільму | Вартові           | Номінація |
| Еммі           | 2021 | Найкраща жіноча роль другого плану мінісеріалу або телефільму | Мейр з Істтауна   | Номінація |
| Еммі           | 2021 | Найкраща жіноча роль комедійного телесеріалу                  | Хитрощі           | Перемога  |
| Еммі           | 2022 | Найкраща жіноча роль комедійного телесеріалу                  | Хитрощі           | Перемога  |